# Fläckig snårsparv
Fläckig snårsparv (Pipilo maculatus) är en fågel i familjen amerikanska sparvar inom ordningen tättingar. Fågeln förekommer i västra Nordamerika och vidare söderut till Mexiko och Guatemala. Den är nära släkt med brunsidig snårsparv (P. erythrophthalmus) och behandlades tidigare som en del av denna.

## Kännetecken

### Utseende
Fläckig snårsparv är en stor och långstjärtad amerikansk sparv med en längd på 17-23 centimeter. Adulta fåglar har rödbruna kroppsidor, vit buk och en lång stjärt med vita hörn. Ovansida, huvud och stjärt är mörka, svart hos hanen och brunt hos honan. Ögat är rött.
Den är mycket lik östligare arten brunsidig snårsparv och behandlades tidigare som en del av denna (se nedan). Fläckig busksparv har dock vitfläckade skapularer och vita vingband, men saknar den brunsidiga busksparvens vita handbasfläck. Honan är också mörkare grå.
De olika populationerna skiljer sig något åt, där fåglar inåt landet är ljusast och de utmed Stillahavskusten är mörka. Populationen på ön Socorro utanför västra Mexiko, av vissa behandlad som egen art, urskiljer sig genom tydligt mindre storlek, mindre vitt på vingar och stjärt och mörkbrunt istället för svart i fjäderdräkten.

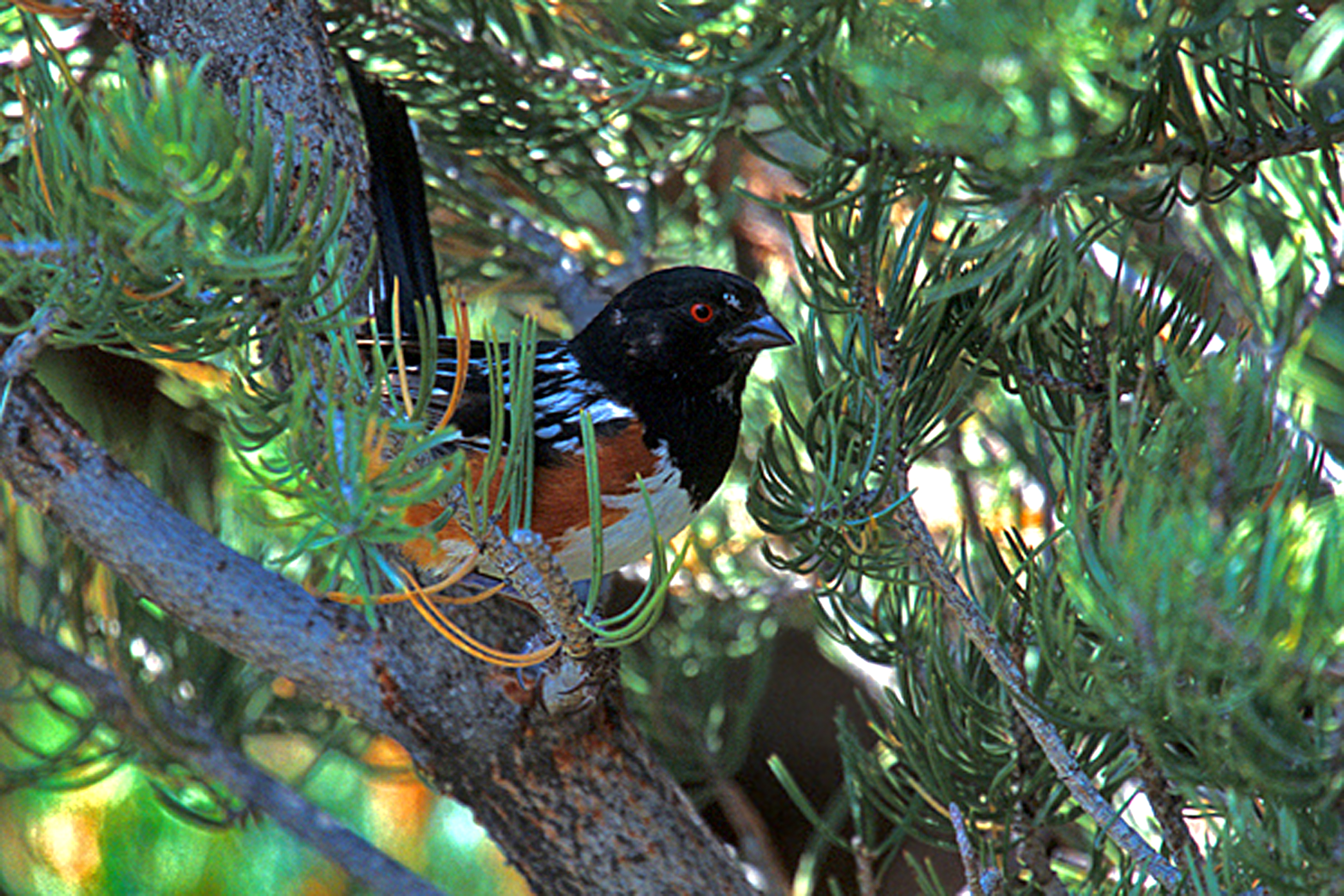
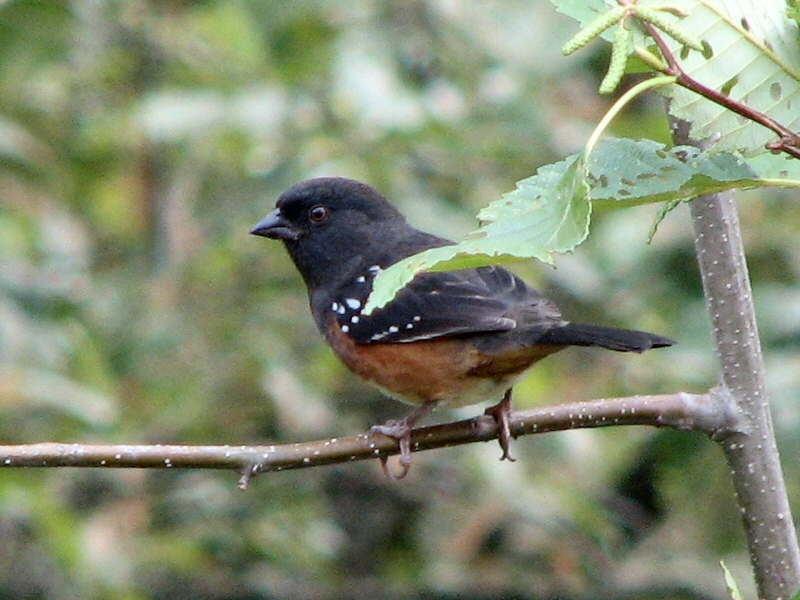
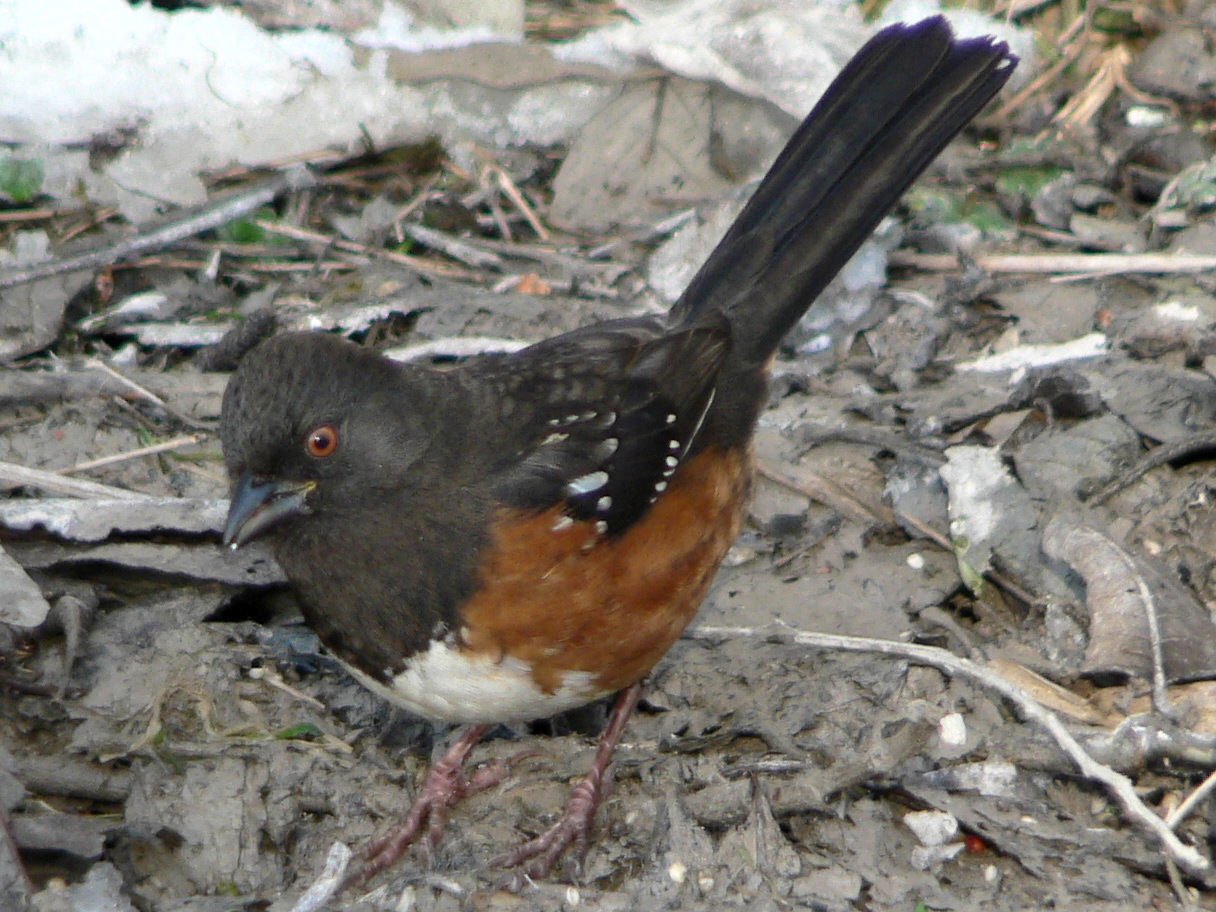

### Läte
Sången består några korta toner följt av en långsammare mer musikalisk drill. Den liknar brunsidig snårsparv, men har åtta istället för en till tre toner i början och drillen är strävare. Lätet är ett hård stigande "zhreee".

## Utbredning och systematik
Fläckig snårsparv har en vid utbredning i västra Nordamerika och vidare söderut genom Mexiko till Guatemala. Den delas in i hela 22 underarter med följande utbredning:
- oregonus-gruppen
  - Pipilo maculatus oregonus – häckar från kustområden i sydvästra British Columbia till sydvästra Oregon. Övervintrar i södra Kalifornien
  - Pipilo maculatus falcifer – förekommer i kustområden i norra Kalifornien, från Del Norte till Santa Cruz och San Benito County
  - Pipilo maculatus megalonyx – förekommer från södra Kaliforniens kustområden i Monterey County till nordvästra Baja och ön Santa Cruz Island
  - Pipilo maculatus clementae – förekommer på öarna Santa Rosa, Santa Catalina och San Clemente Island utanför södra Kalifornien
  - Pipilo maculatus umbraticola – förekommer i nordvästra Baja
  - Pipilo maculatus consobrinus – förekom tidigare på Isla Guadalupe utanför västra Nedre Kalifornien, men är nu utdöd[2]
  - Pipilo maculatus magnirostris – förekommer i bergsområdet Sierra de la Laguna i södra Baja
- Pipilo maculatus arcticus – häckar på Nordamerikas prärie till sydvästra USA; övervintrar i nordöstra Mexiko
- maculatus-gruppen
  - Pipilo maculatus curtatus – häckar från sydöstra British Columbia till nordöstra Kalifornien, Nevada och Idaho; övervintrar till sydöstra Kalifornien
  - Pipilo maculatus falcinellus – förekommer från inre delarna av sydvästra Oregon till Sierra Nevada och San Joaquin Valley
  - Pipilo maculatus montanus – häckar från sydvästra USA till nordvästra Mexiko. Övervintrar i norra Mexiko
  - Pipilo maculatus gaigei – förekommer i bergsområden i New Mexico, västra Texas och norra Mexiko
  - Pipilo maculatus griseipygius – förekommer i bergsområdet Sierra Madre Occidental i västra Mexiko
  - Pipilo maculatus orientalis – förekommer i bergsområdet Sierra Madre Oriental i östra Mexiko
  - Pipilo maculatus maculatus – förekommer på höglandet i östra Mexiko, från Hidalgo till Veracruz och östra Puebla
  - Pipilo maculatus sympatricus – förekommer i bergsområdet Sierra de los Tuxtlas i östra Mexico
  - Pipilo maculatus vulcanorum – förekommer i bergsområden i centrala Mexiko
  - Pipilo maculatus oaxacae – förekommer i norra och centrala Oaxaca på höglandet i södra Mexiko.
  - Pipilo maculatus chiapensis – förekommer i bergsområdet Chiapas i södra Mexiko
  - Pipilo maculatus repetens – förekommer i sydöstra Chiapas i södra Mexiko och i västra Guatemala
- Pipilo maculatus macronyx – förekommer i bergsområden i centrala Mexiko
- Pipilo maculatus socorroensis – förekommer på Socorroön utanför västra Mexiko

Underarten sympatricus inkluderas ofta i nominatformen. Sedan 2016 urskiljer Birdlife International och naturvårdsunionen IUCN socorroensis som den egna arten "socorrobusksparv".

### Familjetillhörighet
Tidigare fördes de amerikanska sparvarna till familjen fältsparvar (Emberizidae) som omfattar liknande arter i Eurasien och Afrika. Flera genetiska studier visar dock att de utgör en distinkt grupp som sannolikt står närmare skogssångare (Parulidae), trupialer (Icteridae) och flera artfattiga familjer endemiska för Karibien.

## Levnadssätt
Fläckig snårsparv är en vanlig fågel i snåriga miljöer, soliga gläntor och busklandskap eller i tät undervegetation i öppen skog. Den födosöker på marken efter frön och insekter. I större delen av USA häckar den från mitten av april till slutet av juli, men hävdar revir redan i början av mars i kustnära Kalifornien.

## Status och hot
Arten har ett stort utbredningsområde och en stor population med stabil utveckling. Den tros inte vara utsatt för något substantiellt hot. Utifrån dessa kriterier kategoriserar internationella naturvårdsunionen IUCN arten som livskraftig (LC). Världspopulationen uppskattas bestå av 40 miljoner vuxna individer. Taxonet socorroensis hotkategoriseras för sig, som starkt hotad.